# 노린재과

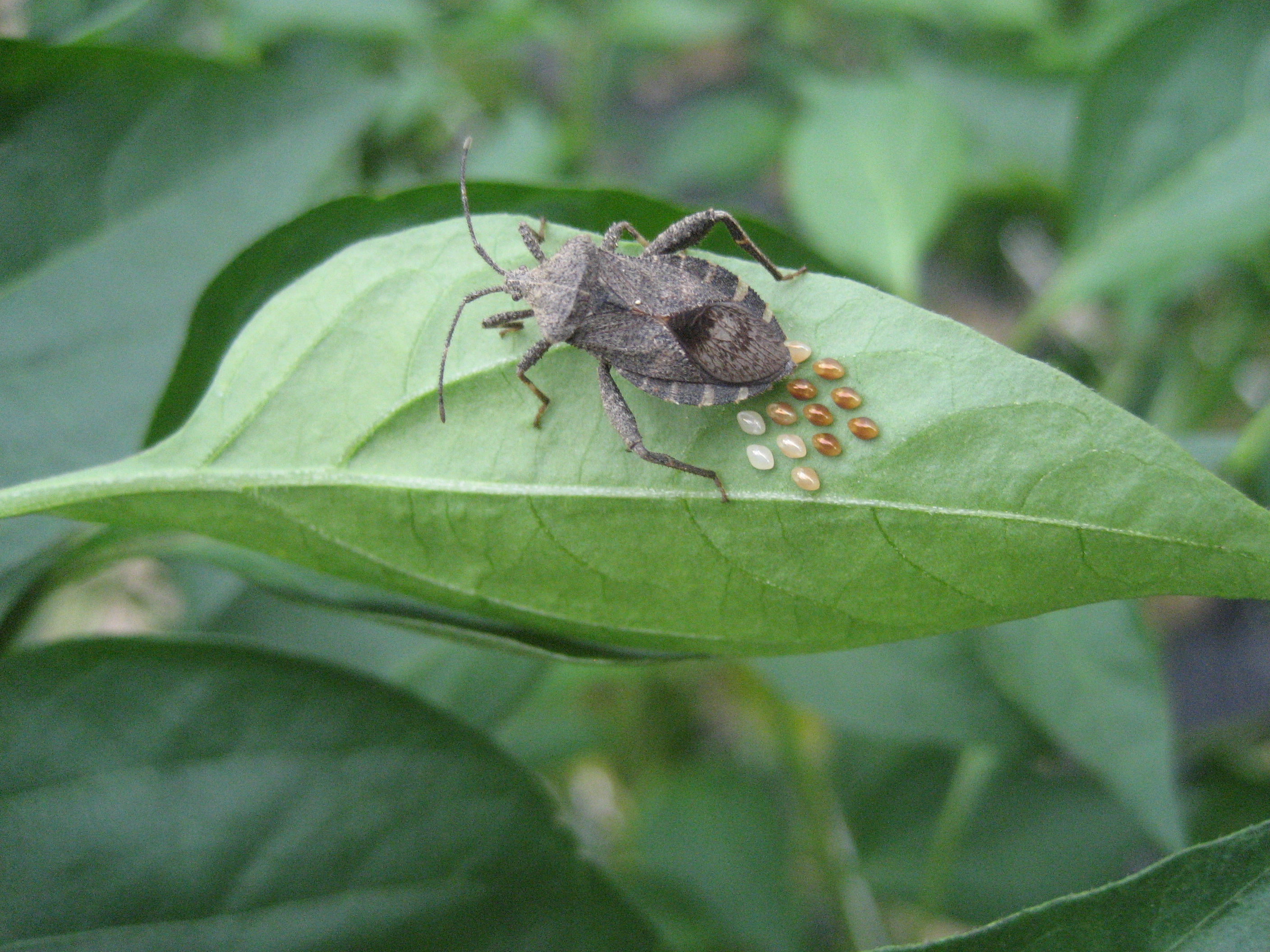
잎 위에 알을 낳는 노린재

노린재는 노린재과(Pentatomidae)에 속하는 곤충이다.
건드리면 불쾌한 냄새를 풍기는 곤충으로 몸이 방패처럼 생겼다. 머리는 넓고 삼각형에 가까우며 입틀은 찔러서 빨아들이기에 알맞게 적응되어 있는데, 큰턱과 작은턱이 가늘고 긴 자침(刺針)으로 되어 있다. 불완전변태를 하며, 식물 즙액을 먹거나 다른 절지동물을 잡아먹는다.

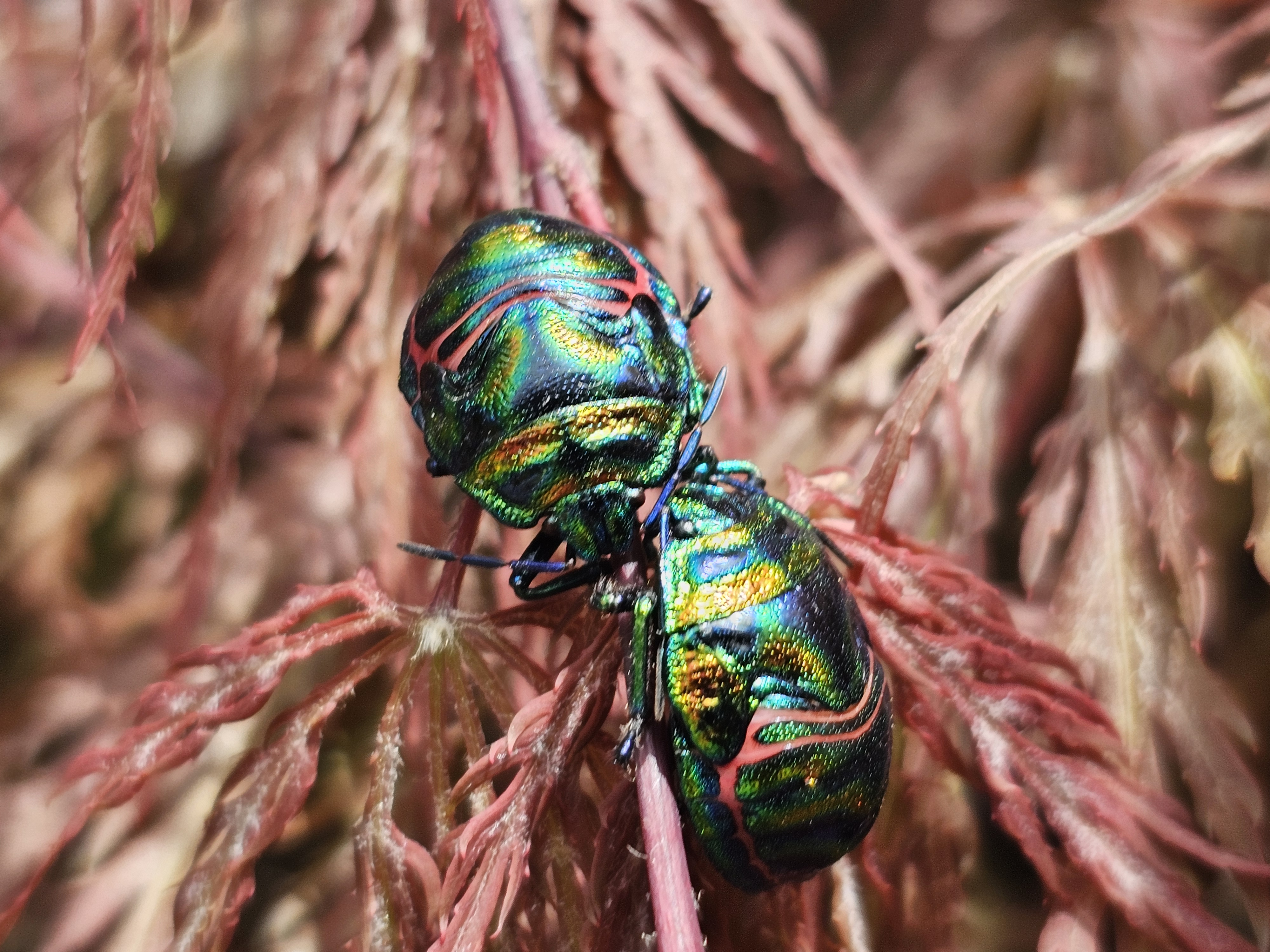
큰광대노린재 한쌍

농작물의 중요 해충이 많아 녹색채소나 쌀과 같은 곡류에 심각한 해를 입힌다. 그러나 몇 종류의 위생곤충과 해충을 잡아먹는 유익한 종류도 있다. 베트남에서는 이것을 식용으로 먹는다.

## 같이 보기
- 썩덩나무노린재

## 참고 자료
- 이 문서에는 다음커뮤니케이션(현 카카오)에서 GFDL 또는 CC-SA 라이선스로 배포한 글로벌 세계대백과사전의 내용을 기초로 작성된 글이 포함되어 있습니다.